# Programme Clisthène I
Le programme Clisthène I, en grec moderne : Πρόγραμμα Κλεισθένης Ι, est une loi grecque, nommée plus précisément « Réforme du cadre institutionnel de l'autonomie locale - Approfondissement de la démocratie - Renforcement de la participation - Amélioration du fonctionnement économique et du développement des collectivités locales. [Programme "Clisthène I"] - Modalités de modernisation du cadre d'organisation et de fonctionnement des FODSA - Modalités d'exercice plus efficace, plus rapide et plus uniforme des compétences relatives à l'octroi de la citoyenneté et à la naturalisation - Autres dispositions du ministère de l'intérieur et autres dispositions est appelée la loi grecque 4555/2018 ». 
Elle se compose de 283 articles qui réforment le mode d'élection des organes grecs et leurs compétences, les municipalités, la supervision des administrations territoriales (OTA) et d'autres sujets du domaine du ministère de l'Intérieur. Le projet est entré pleinement en vigueur le 1er septembre 2019.
Le projet de loi est une tentative de réforme importante dans le domaine des collectivités locales, visant à renforcer considérablement leur fonctionnement, à améliorer leur efficacité et à encourager la participation des citoyens à la vie de la communauté.
Il est considéré comme le successeur du programme Kallikratis, dont la philosophie de base est de réduire la durée du mandat des autorités municipales de cinq à quatre ans et d'adopter la représentation proportionnelle simple. 

## Comparaison des programmes de Kallikratis et de Clisthène I
|                                                     | Programme Kallikratis | Programme Clisthène I |
| --------------------------------------------------- | --- | --- |
| Dèmes                                               | Le pays est divisé en 325 dèmes, eux-mêmes divisés en communautés, qui sont les anciennes municipalités du programme Kapodistrias qui ont été fusionnées. Ces dernières sont à leur tour divisées en communautés municipales (el) et communautés locales qui sont identiques aux anciens districts municipaux. | Le pays est divisé en 332 dèmes, qui sont divisés en communautés administratives (el) avec des droits étendus. |
| Élections locales                                   | Elles ont lieu tous les 5 ans, au mois de juin, en même temps que les élections européennes. La majorité absolue est requise pour déclarer une liste gagnante. En cas d'échec, le processus est répété le dimanche suivant entre les deux premiers candidats (gouverneur régional, vice-gouverneur et maire).  | Il est rétabli à 4 ans, au mois d'octobre, comme c'était le cas auparavant avec le programme Kapodistrias. La représentation proportionnelle simple s'applique. Si aucune liste n'obtient la majorité absolue du nombre total de bulletins valides, le vote est répété le dimanche suivant (deuxième tour), entre les seuls candidats au poste de maire des deux liste ayant obtenu le plus de voix. Est considéré comme maire le candidat retenu et sa liste qui a obtenu, lors du vote répété, la majorité absolue du nombre total de bulletins valables. Si, lors du vote répété, les deux listes sont à égalité, le tribunal de district compétent procède à un tirage au sort pour déterminer la liste retenue. Un nouveau quota de 40 % par 30 % pour chaque sexe sera le nombre de candidats au poste de conseiller de chaque liste électorale. |
| Référendum                                          | Il n'existe pas de cadre législatif. | Un référendum municipal ou régional peut être organisé sur toute question, à l'exception des questions relatives à la sécurité nationale, à la politique étrangère, à la politique d'immigration, à l'interprétation et à l'application des traités internationaux, aux droits individuels et sociaux, à la liberté de conscience et de culte ou à l'organisation institutionnelle de toutes les religions connues. Un référendum ne peut pas non plus être organisé sur des questions de gestion financière des collectivités locales concernées, l'imposition de taxes, la redéfinition du nombre et des limites des municipalités, communautés, régions et unités régionales du pays. |
| Supervision des administrations territoriales (OTA) | Administrations décentralisées | Structure du service indépendant de contrôle des autorités locales. |
| Année d'acquisition du droit de vote                | 18 | 17 |
| Date de l'élection et de l'entrée en fonction       | Dernier dimanche de mai, 1er septembre | Deuxième dimanche d'octobre, 1er janvier |

## Dèmes
Les dèmes sont divisées en six catégories, qui sont les suivantes :
| # | Κατηγορία                                                  | Πληροφορίες |
| - | ---------------------------------------------------------- | --- |
| 1 | Dèmes des centres métropolitains                           | Cette catégorie ne comprend que les municipalités des complexes urbains d'Athènes (el) et celui de Thessalonique. |
| 2 | Grands dèmes continentaux                                  | Cette catégorie comprend les dèmes dont la population est supérieure à 25 000 habitants.                          |
| 3 | Dèmes continentalaux de taille moyenne                     | Dèmes dont la population est supérieure à 10 000 habitants et inférieure ou égale à 25 000 habitants.             |
| 4 | Petites communes continentales et petits dèmes de montagne | Dèmes dont la population est inférieure à 10 000 habitants.                                                       |
| 5 | Grands dèmes et dèmes moyens insulaires                    | Tous les dèmes dont la population est supérieure à 3 500 habitants.                                               |
| 6 | Petits dèmes insulaires                                    | Tous les dèmes insulaires dont la population ne dépasse pas 3 500 habitants.                                      |

### Communautés
Les communautés sont rétablies dans le cadre du fonctionnement de la municipalité unique élargie. Les districts locaux définis à l'article 2 du code des communes et des communautés (el), ratifié par l'article 1 de la loi n°. 3463/2006 (A' 114), sont renommées communes, quelle que soit leur population. Les communautés sont également les municipalités ou les communautés qui ont été supprimées après une fusion volontaire, conformément aux dispositions du D.P. 410/1995 (A' 231) ou fusionnées par la présente loi et qui ne sont pas composées de départements locaux. Les départements locaux des îles dont la population est supérieure à mille habitants constituent une communauté. Ils constituent également une communauté, quelle que soit sa population, les anciennes communautés ou districts locaux s'étendant sur toute la périphérie de l'île et ne constituant pas une municipalité, selon l'article. 
Les districts municipaux en lesquels sont divisées les municipalités de plus de 100 000 habitants, sont renommés communes. Les communes auront également leur propre conseil ainsi que des regroupements et leur propre budget en fonction de la population et des besoins réels de la commune. L'élection du conseil communautaire est indépendante de l'élection du scrutin pour son président. Le candidat au poste de maire ne peut plus avoir sur son bulletin de vote des candidats aux conseils locaux, car ceux-ci ont été supprimés et les communautés ont été réintroduites, et elles acquièrent dans une certaine mesure une forme juridique autonome. Le président de la communauté est élu au scrutin indirect parmi les conseillers communautaires à élire. Le conseil communautaire, de plus de 300 habitants, sera composé de 7 membres conformément à l'article 80. 
Les communautés ont d'abord été classées en deux catégories : jusqu'à 500 habitants et plus de 500 habitants. Après les objections de l'Union centrale des municipalités de Grèce (ΚΕΔΕ/KEDE), le nombre est réduit à 300 habitants, de sorte qu'elles sont maintenant classées dans les catégories suivantes :
- Communautés dont la population est inférieure ou égale à 300 habitants : les communautés formées dans des municipalités dotées d'un conseil distinct auront une limite de population de 300 habitants. Celles de moins de 300 habitants n'auront qu'un président élu au scrutin uninominal.
- Communautés dont la population est supérieure à 300 habitants : l'élection des conseillers des communautés dont la population permanente est supérieure à trois cents habitants a lieu au scrutin séparé et par listes. Les candidats qui n'appartiennent pas à une liste sont exclus. Chaque liste comprend le candidat au poste de président du conseil communautaire en tant que tête de liste et les candidats au poste de conseiller communautaire.

### Dèmes qui se séparent
La scission de certaines municipalités est une demande constante des habitants dès les premières années de mise en œuvre du programme Kallikratis, en raison de la grande superficie qui rend leur gestion difficile. Ainsi, avec des études sur l'aménagement du territoire et les finances des communes, un amendement sur les « cas exophtalmiques », comme on les appelle, est présenté le 25 février 2019 par le ministère de l'Intérieur et est adopté le 6 mars, avec d'autres amendements. Les municipalités fonctionnent sous le nouveau régime le 1er septembre 2019, avec l'entrée en fonction des autorités municipales élues lors des élections locales de mai 2019.
| Anciens dèmes            | Nouveaux dèmes                                                                        |
| ------------------------ | ------------------------------------------------------------------------------------- |
| Dème de Corfou           | Dème de Corfou-Nord Dème de Corfou-Centre et des îles Diapontiques Dème de Corfou-Sud |
| Dème de Céphalonie       | Dème d'Argostóli Dème de Lixoúri Dème de Sámi                                         |
| Dème de Samos            | Dème de Samos-Est Dème de Samos-Ouest                                                 |
| Dème de Sérvia-Velvendós | Dème de Velvendós Dème de Sérvia                                                      |
| Dème de Lesbos           | Dème de Lesbos-Ouest Dème de Mytilène                                                 |

## Conseil municipal et régional
Le nombre total de sièges du conseil municipal est réparti entre les listes qui ont participé aux élections locales, en fonction du nombre de bulletins valides reçus au premier tour. Le nombre total de bulletins valables reçus, cumulant toutes les listes qui ont participé est divisé par le nombre de sièges correspondant à chaque conseil municipal et le quotient augmenté d'une unité, en omettant la fraction, est la mesure électorale. Le nombre de bulletins valables de chaque liste est alors divisé par la mesure électorale et chacun d'eux occupe autant de sièges que le quotient intégral de la division. Si le nombre de sièges occupés par les listes ayant droit de participer à l'attribution en vertu de la procédure précédente est inférieur au nombre de sièges à attribuer, les sièges restants sont répartis un par un entre toutes les listes , qu'elles aient ou non reçu un siège, en fonction de leur solde non utilisé.
Le nombre total de sièges au conseil régional est attribué aux listes qui ont participé aux élections, en fonction du nombre de bulletins valides reçus. Le nombre total de bulletins valables reçus sur le territoire de la région par les listes ayant participé aux élections est divisé par le nombre de sièges correspondant à chaque conseil régional et le quotient augmenté d'une unité, moins la fraction, constitue la mesure électorale. Le nombre de bulletins valables de chaque liste est alors divisé par la mesure électorale et chacun d'eux occupe autant de sièges que le quotient intégral de la division.

## Supervision des administrations territoriales, des FODSA, des circonscriptions électorales et autres dispositions
La tutelle des collectivités locales est découplée des administrations décentralisées et le cadre de l'organisation de référendums municipaux et régionaux est établi.
Le même projet de loi comprend des dispositions relatives au fonctionnement des organismes de gestion des déchets solides (FODSA), ainsi que des dispositions visant à un exercice plus efficace et plus rapide des compétences liées à l'octroi de la citoyenneté et à la naturalisation. 
Le programme prévoit le découpage de grandes circonscriptions, l'organisation de référendums locaux et la séparation des élections locales des élections européennes. En outre, la possibilité de créer des sociétés à finalité spécifique dans le secteur des services publics est créée. Le programme supprime également la supervision des autorités locales par les administrations décentralisées. Désormais, la création d'une commission permanente de contrôle des compétences, avec la participation des autorités locales, examine et donne son avis sur les effets des projets de loi soumis au Parlement dans le domaine des compétences de l'administration centrale et des deux niveaux de gouvernement local, mais le « vert » est supprimé des taxes municipales. Enfin, les communautés de migrants seront représentées dans les conseils municipaux, une mesure qui avait été adoptée en 2010 avec le programme Kallikratis mais qui est activée par la présente loi. 

## Votes et réactions
Ce plan suscite toutefois des réactions particulières dans les municipalités et au sein de la KEDE-ENPE, qui l'ont accusé d'« imbrication » et d'« abolition de la démocratie ». Avant son adoption, Pános Skourlétis, alors ministre de l'Intérieur, annonce la correction d'articles spécifiques et du futur Clisthène II. Quelques jours plus tard, Giórgos Patoúlis, maire de Maroússi et président du KEDE, appelle les municipalités à faire appel devant les tribunaux.
Avec 150 voix pour sur un total de 273 présents, le projet de loi Clisthène I est adopté le 13 juillet 2018.